# 로레토역
로레토역(이탈리아어: Loreto)은 밀라노 지하철의 1호선과 2호선이 만나는 지하철 환승역이다. 1964년 11월 1일 1호선의 '세스토 마렐리' - '로토' 구간이 처음으로 개통하면서 문을 열었고, 1969년 9월 27일 2호선이 개통하면서 환승역이 되었다.
로레토 역은 밀라노 시 구역 내의 로레토 광장(Piazzale Loreto) 에 있다. 매우 혼잡한 역이기 때문에 밀라노 시 당국은 역을 확장하는 방안을 계획하고 있다. 지하에 위치한 역이며, 1호선과 2호선 모두 한 개의 터널에 2개 승강장, 2개 선로를 가지고 있다.

## 환승
역 근처에 ATM이 운영하는 트롤리버스와 버스 정류장이 있다.
- 트롤리버스 정류장 (Loreto M1 M2, 90, 91번)
- 버스 정류장

## 시설
이 역에는 다음과 같은 시설이 있다.
- 장애인 승객을 위한 접근 시설
- 엘레베이터
- 에스컬레이터
- 승차권 자동판매기
- 역 감시카메라

| 밀라노 지하철                 | 밀라노 지하철       | 밀라노 지하철                                      |
| ----------------------------- | ------------------- | -------------------------------------------------- |
| 파스테우르 세스토 1º 마조     | 밀라노 지하철 1호선 | 리마 로 피에라 / 비셸리에                          |
| 피올라 제사테 / 콜로뇨 노르드 | 밀라노 지하철 2호선 | 카이아초 아비아테그라소 / 아사고 밀라노피오리 포룸 |